# Сицилийский пекорино
Сицилийский пекорино (также пекорино сичилиано; итал. pecorino siciliano) — твёрдый итальянский сыр из овечьего молока, производимый в Сицилии, региональный подвид семейства сыров пекорино.
Молодой и несолёный сыр называют тума (итал. tuma), а солёный — примо сале (итал. primo sale). В случае если сыр зреет более двух лет, то ему дают название канестрато (итал. canestrato), а для приготовления ещё более зрелого сыра, который зовётся тумаццу (итал. tumazzu), используют черный перец горошком и шафран.
Сыр производится на территории всего острова, но основные объекты сыроварения сосредоточены в провинциях Агридженто, Кальтаниссетта, Энна, Трапани и Палермо. Данный вид сыра относится к семейству сыров пекорино, и, как и другие сыры данного вида, производится лишь в Италии.
В 1995 году сыр получил специальный защищённый статус (DO), запрещающий его производство где-либо помимо Сицилии, а в 1996 году это подтвердилось программой ЕС по защите обозначения происхождения (PDO).